# Annette Edmondson
Annette Edmondson (Adelaide, 12 de dezembro de 1991) é uma ciclista australiana, ganhadora da medalha de bronze nos Jogos Olímpicos de Londres 2012, competindo no omnium.